# Gordon-Reflex
Beim Gordon-Reflex, nach dem Neurologen Alfred Gordon (1874–1953), handelt es sich um eines der sog. Pyramidenbahnzeichen, die auf eine Schädigung zentraler Motorneurone hindeuten. 
Beim Kneten der Wadenmuskulatur kommt es, wie bei den anderen Pyramidenbahnzeichen auch, zu einer tonischen Dorsalextension der Großzehe sowie häufig zu einer Spreizung der Zehen II bis V. 
Weitere Pyramidenbahnzeichen sind die Reflexe nach Joseph Babinski (Babinski-Reflex), Gordon, Hermann Oppenheim (Oppenheim-Reflex) und Adolf von Strümpell (Strümpell-Zeichen), die gelegentlich auch als Reflexe der Babinski-Gruppe bezeichnet werden.
Diese Reflexe sind beim Neugeborenen und Säugling physiologisch, beim Erwachsenen obligat pathologisch.